# Limésy
Limésy är en kommun i departementet Seine-Maritime i regionen Normandie i norra Frankrike. Kommunen ligger i kantonen Pavilly som tillhör arrondissementet Rouen. År 2022 hade Limésy 1 521 invånare.

## Befolkningsutveckling
Antalet invånare i kommunen Limésy
| Referens: INSEE |